# Liste der costa-ricanischen Botschafter in China
Die Botschaft befindet sich in Peking.

## Geschichte
Die Regierung von Óscar Arias Sánchez erkannte am 1. Juni 2007 die Regierung in Peking an. Am 23. August 2007 Wang Xiaoyuang (geboren 1953) eröffnet die Botschaft der Volksrepublik China in San José. Die Botschaft in Peking wurde am 25. Oktober 2007 eröffnet. Ein Freihandelsvertrages zwischen VR China und Costa Rica wurden am 8. April 2010 unterzeichnet, der am 1. August 2011 in Kraft trat.
| Agrément / Ernennung / Akkreditierung (Diplomatie) | Botschafter               | Bemerkungen          | ernannt von                       | akkreditiert bei  | Posten verlassen |
| -------------------------------------------------- | ------------------------- | -------------------- | --------------------------------- | ----------------- | ---------------- |
| 1959                                               | Fernán Vargas Rohrmoser   |                      | Mario Echandi Jiménez             | Chen Cheng        | 1961             |
| 1961                                               | Renato Delcore Alvarado   |                      | Mario Echandi Jiménez             | Chen Cheng        | 1962             |
| 1970                                               | Edgar Sánchez Matarrita   |                      | José Figueres Ferrer              | Yen Chia-kan      | 1978             |
| 1978                                               | Rafael Cob Jiménez        |                      | Rodrigo Carazo Odio               | Sun Yun-suan      | 1982             |
| 1982                                               | Rodrigo Sánchez Ruphuy    |                      | Luis Alberto Monge Álvarez        | Sun Yun-suan      | 1983             |
| 1983                                               | Federico Faerron Valdez   |                      | Luis Alberto Monge Álvarez        | Sun Yun-suan      | 1986             |
| 1986                                               | Rubén Acón León           |                      | Óscar Arias Sánchez               | Yu Kuo-hwa        | 1987             |
| 1988                                               | Francisco Tacsan Lam      |                      | Óscar Arias Sánchez               | Yu Kuo-hwa        | 1990             |
| 1990                                               | Rafael Cob Jiménez        |                      | Rafael Ángel Calderón Fournier    | Hau Pei-tsun      | 1994             |
| 1995                                               | Elena Alicia Wachong Ho   |                      | José María Figueres Olsen         | Lien Chan         | 1998             |
| 1998                                               | Oscar Alvarez Araya       | [ 1 ]                | Miguel Angel Rodríguez Echeverría | Vincent Siew      | 16. Juni 2006    |
| 14. März 2007                                      | Mario Acón Chea           | [ 2 ]                | Óscar Arias Sánchez               | Chang Chun-hsiung | 7. Juni 2007     |
| 15. Juli 2007                                      | Max Antonio Burgués Terán |                      | Óscar Arias Sánchez               | Wen Jiabao        | 1. Dez. 2010     |
| 1. Dez. 2010                                       | Marco Vinicio Ruiz        | Außenhandelsminister | Laura Chinchilla Miranda          | Wen Jiabao        |                  |